# Beatus di Saint-Sever
Il Beatus di Saint-Sever, noto anche come Apocalisse di Saint-Sever, è un manoscritto miniato prodotto a metà dell'XI secolo, senza dubbio presso l'abbazia di Saint-Sever nell'attuale dipartimento delle Landes. Contiene in particolare un commento all'Apocalisse scritto da Beato di Liébana. È conservato presso la Biblioteca nazionale di Francia sotto la sigla Lat. 8878.

## Storia
Il manoscritto fu senza dubbio scritto e decorato sotto l'abate Grégoire de Montaner (1028-1072). Lo scriptorium era allora diretto da un monaco chiamato Stephanus, probabilmente il principale artefice dell'opera. Due copisti, nominati per convenzione "scriba A" e "scriba B», curarono la calligrafia del testo. Il direttore dei lavori realizzò tutti i disegni preparatori e dipinse un gran numero di miniature, lasciando ai due collaboratori di completare le altre. Il pittore principale lavora principalmente con lo "scriba A" e uno dei suoi assistenti con il "scriba B".
Il manoscritto lascia l'abbazia in data sconosciuta. Un ex libris indica che alla fine del XVI secolo apparteneva a un sacerdote del villaggio di La Graslière, località che si potrebbe situare nel comune di La Copechagnière in Vandea. Al foglio 290, una nota manoscritta specifica che tra il 1598 e il 1628 Guillaume Guerry de Tiffauges offrì il libro al cardinale François d'Escoubleau de Sourdis. L'opera passò poi nelle collezioni del di lui fratello Charles, morto nel 1666, di cui la legatura porta ancora lo stemma. Nel 1769 apparve all'asta delle collezioni del bibliofilo Louis-Jean Gaignat (1697-1768). Nel 1790 entrò a far parte delle collezioni reali.
A data indefinita la Mappa Mundi occupante un doppio foglio fu estratta dal manoscritto. Dopo averla trovata nel 1866 in una libreria parigina, l'archivista Armand d'Avezac riferì che faceva parte delle carte dello storico Jacob-Nicolas Moreau. Acquistata dal Gabinetto della Geografia della Biblioteca imperiale, fu trasferita al Gabinetto dei Manoscritti. Il curatore Léopold Victor Delisle lo fece ricollocare alla sua posizione originaria, ai fogli 45 bis verso e 45 ter.

## Contenuto
Il manoscritto contiene:

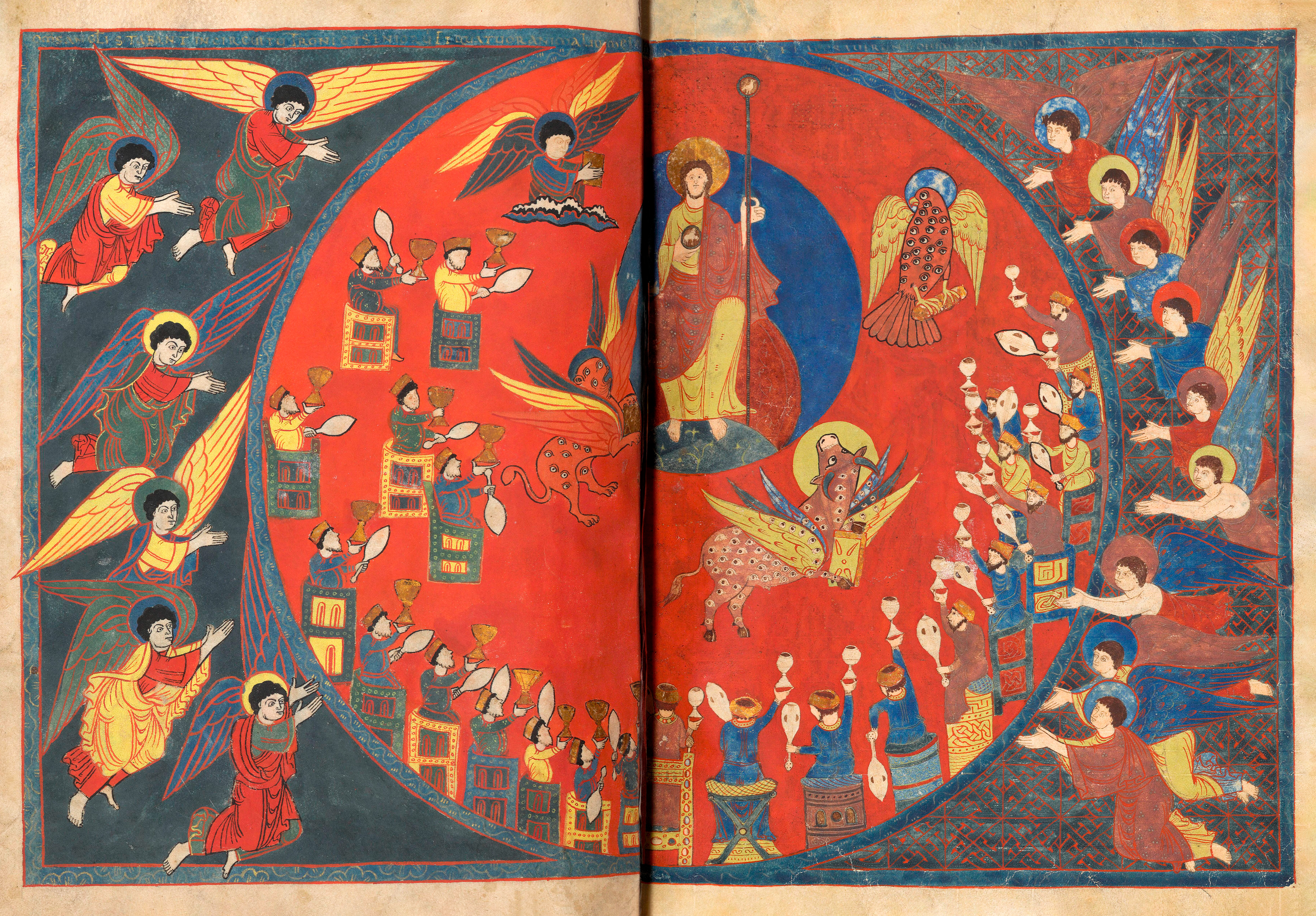
Beatus di Saint-Sever, Visione del figlio dell'uomo. Parigi, BNF, Ms. Lat. 8878, ff. 121v-122r

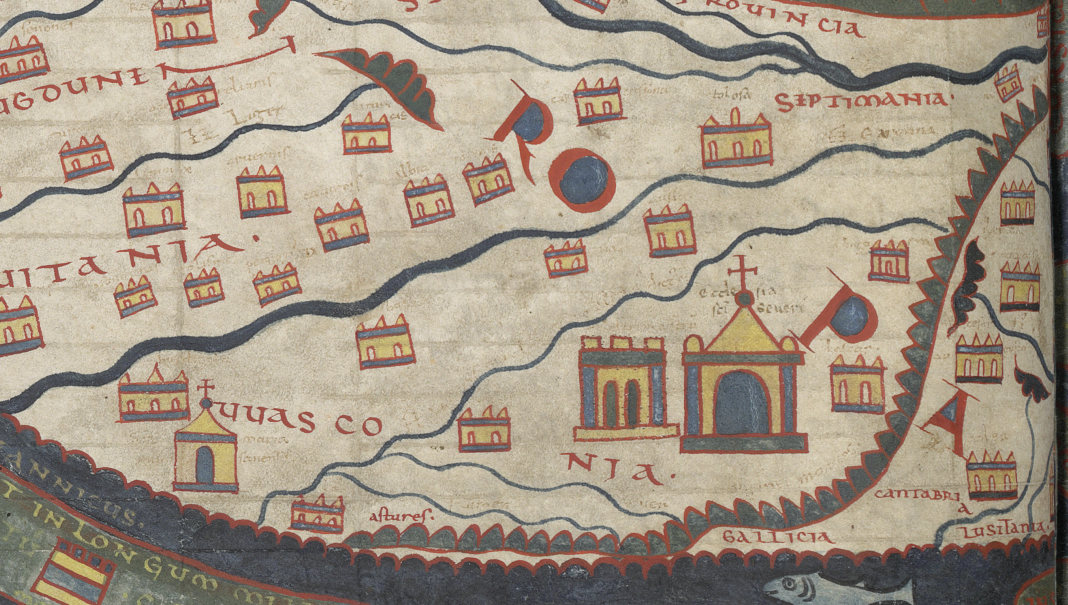
Particolare della Mappa Mundi: la Guascogna (uuasconia) e la chiesa di Saint-Sever. F. 45bisv.

- il testo scritto nel VII secolo da Beato di Liébana, cioè la copia di un commentario dell'Apocalisse;
- commento di san Girolamo al profeta Daniele;
- un trattato di sant'Ildefonso sulla Vergine Maria[1].

Contiene 39 quaderni rilegati. Varie mutilazioni portarono alla scomparsa di 17 dipinti. Oggi contiamo:
- 12 miniature occupanti una doppia pagina o quasi, di cui 2 troncate sul lato sinistro;
- 34 miniature a pagina intera;
- 35 dipinti più piccoli.

La Mappa Mundi contiene una rappresentazione del mondo conosciuto durante l'alto Medioevo. Si distingue dalle illustrazioni simili dei Beatus spagnoli per la precisione del disegno, il numero di toponimi e commenti, il posto occupato dalla Guascogna e in particolare da Saint-Sever.

## Galleria di immagini

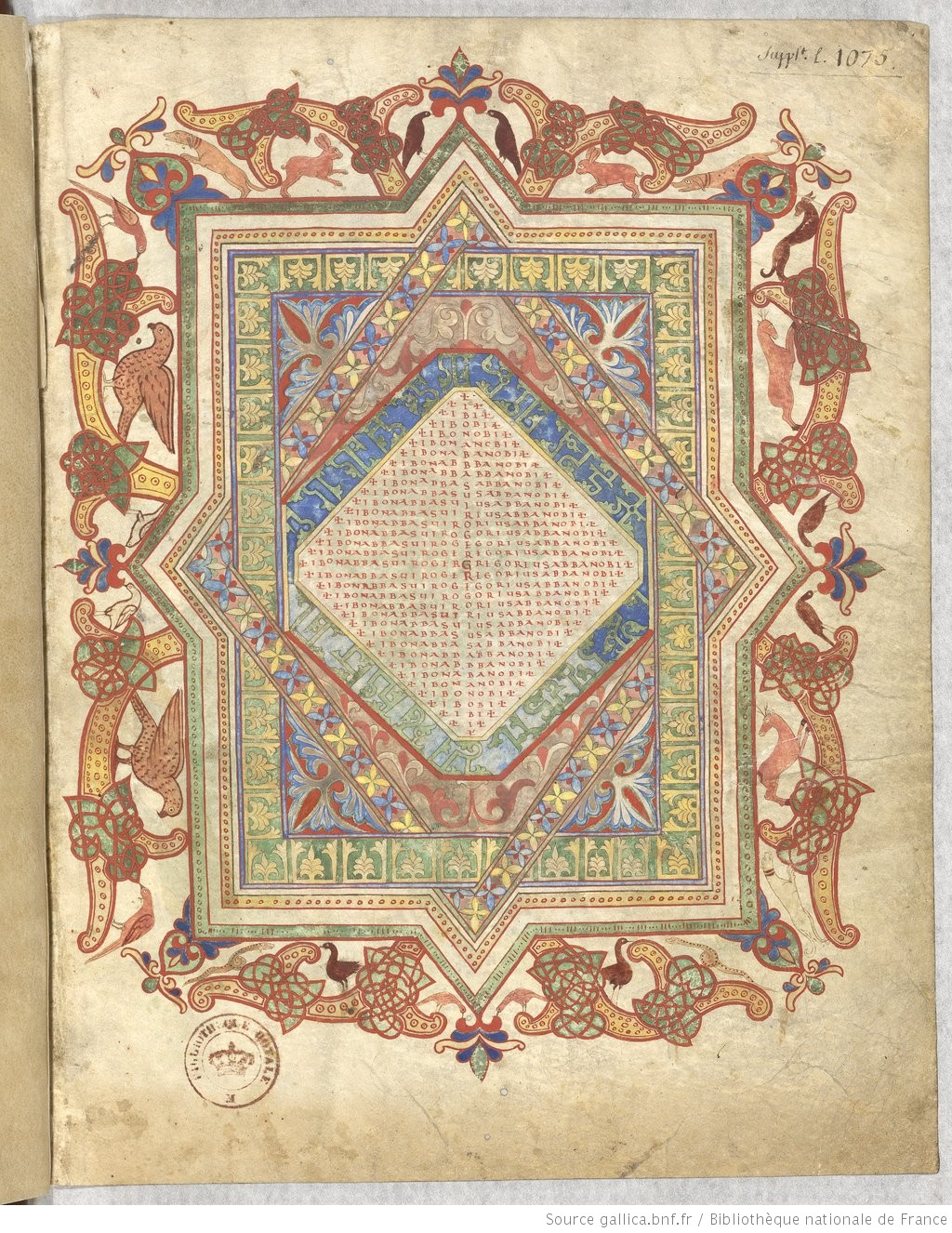
Frontespizio. F° 1.
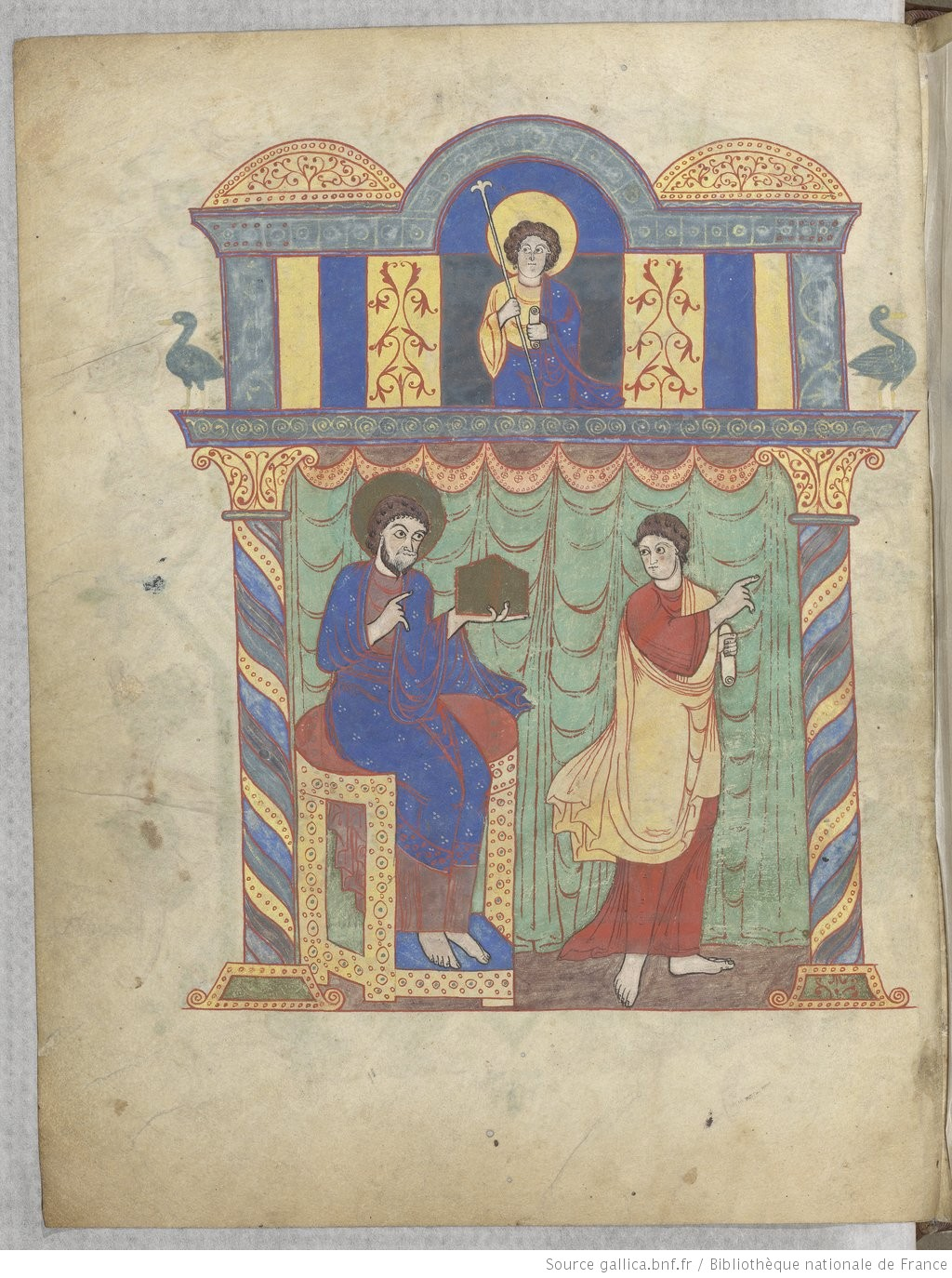
San Matteo. F° 1v.
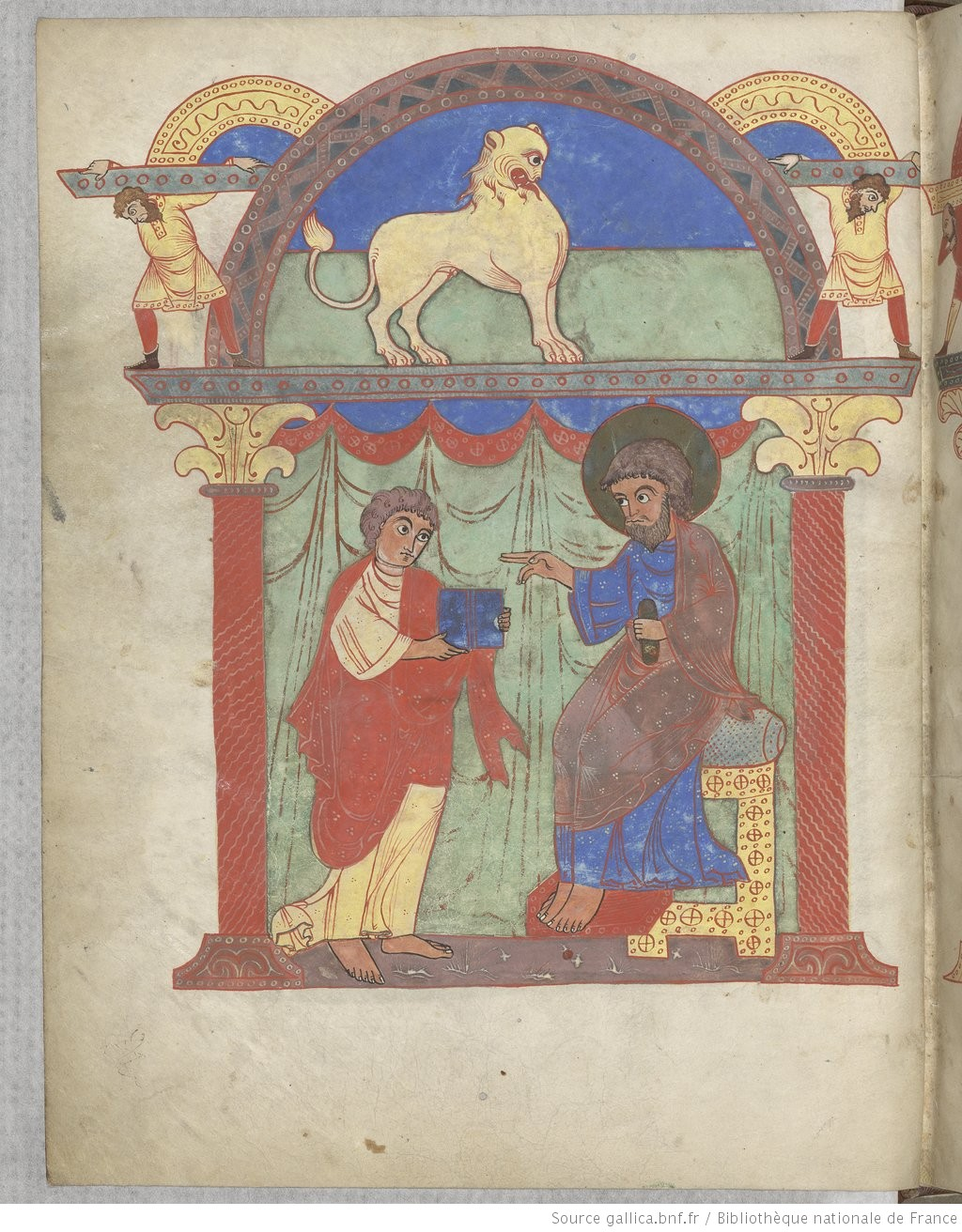
San Marco. F° 2v.
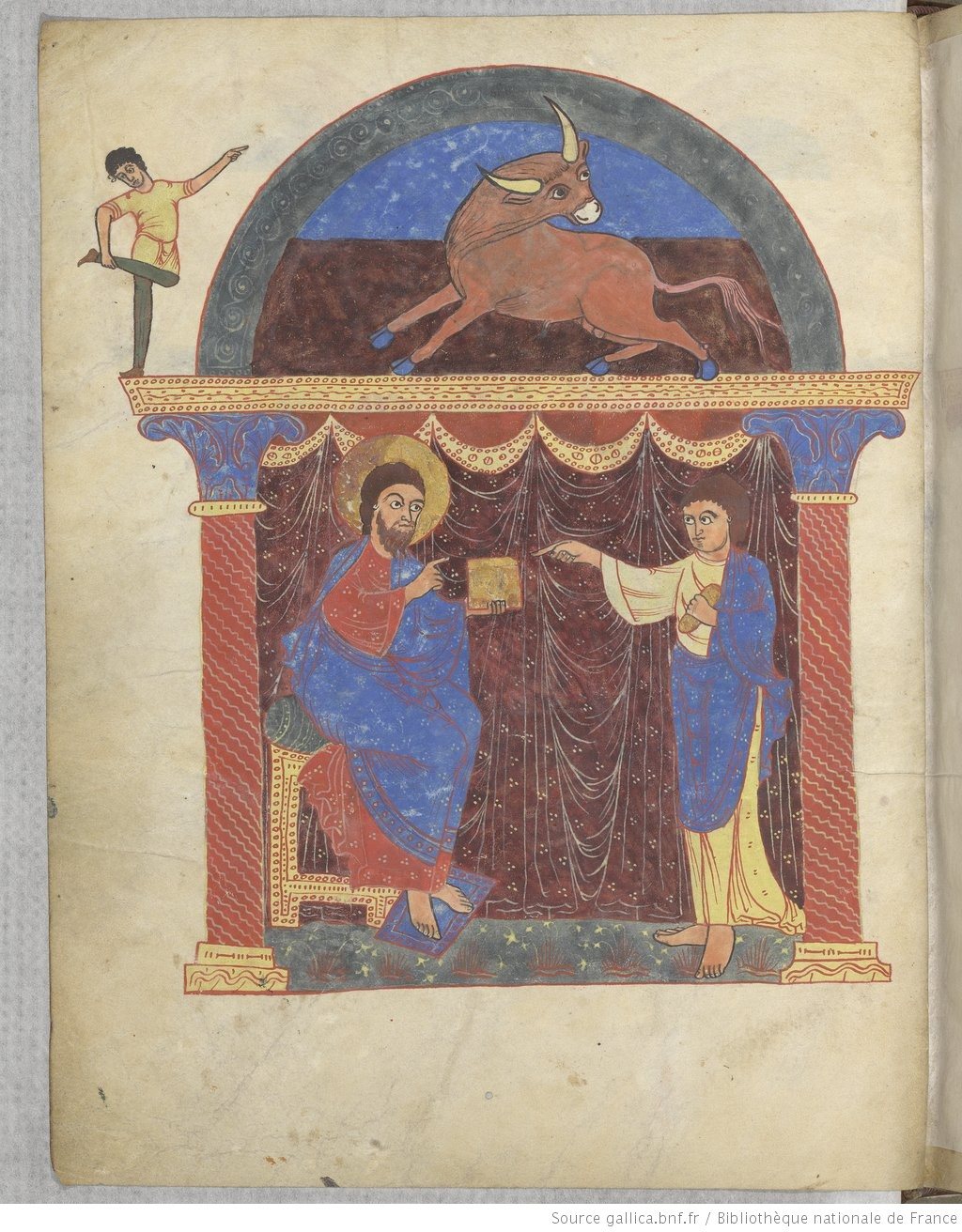
San Luca. F° 3v.
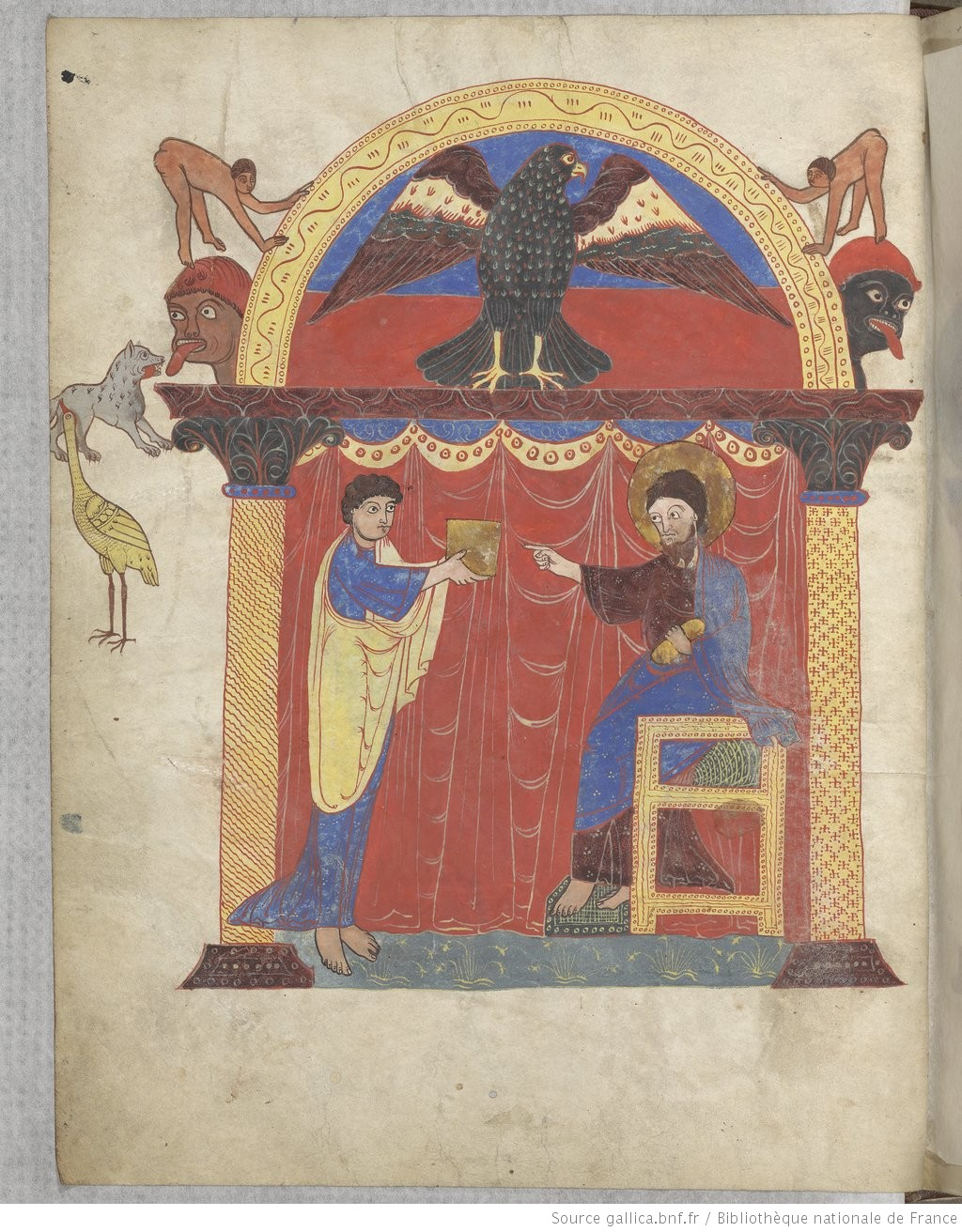
San Giovanni. F° 4v.
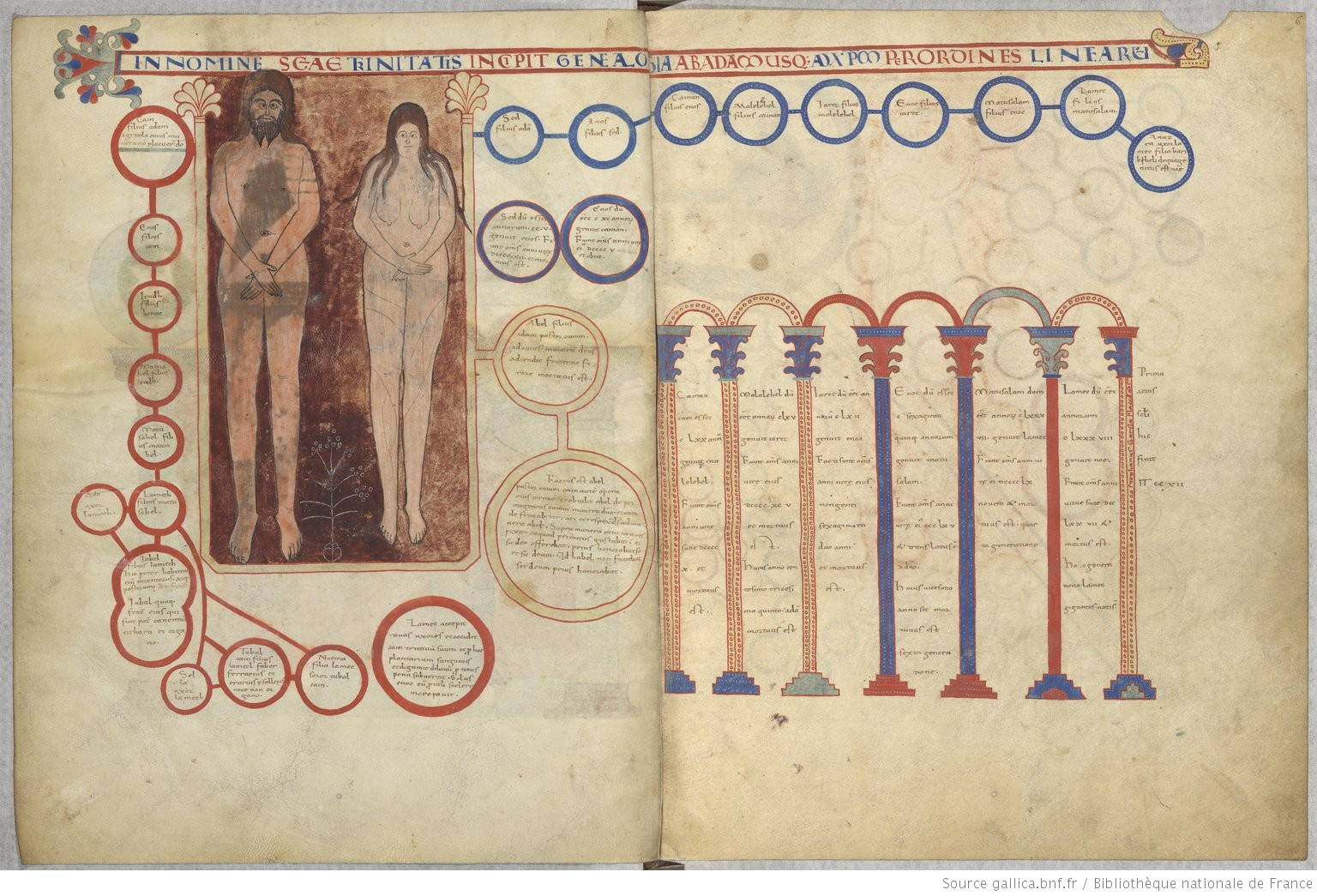
La genealogia di Cristo. F° 5v-6.
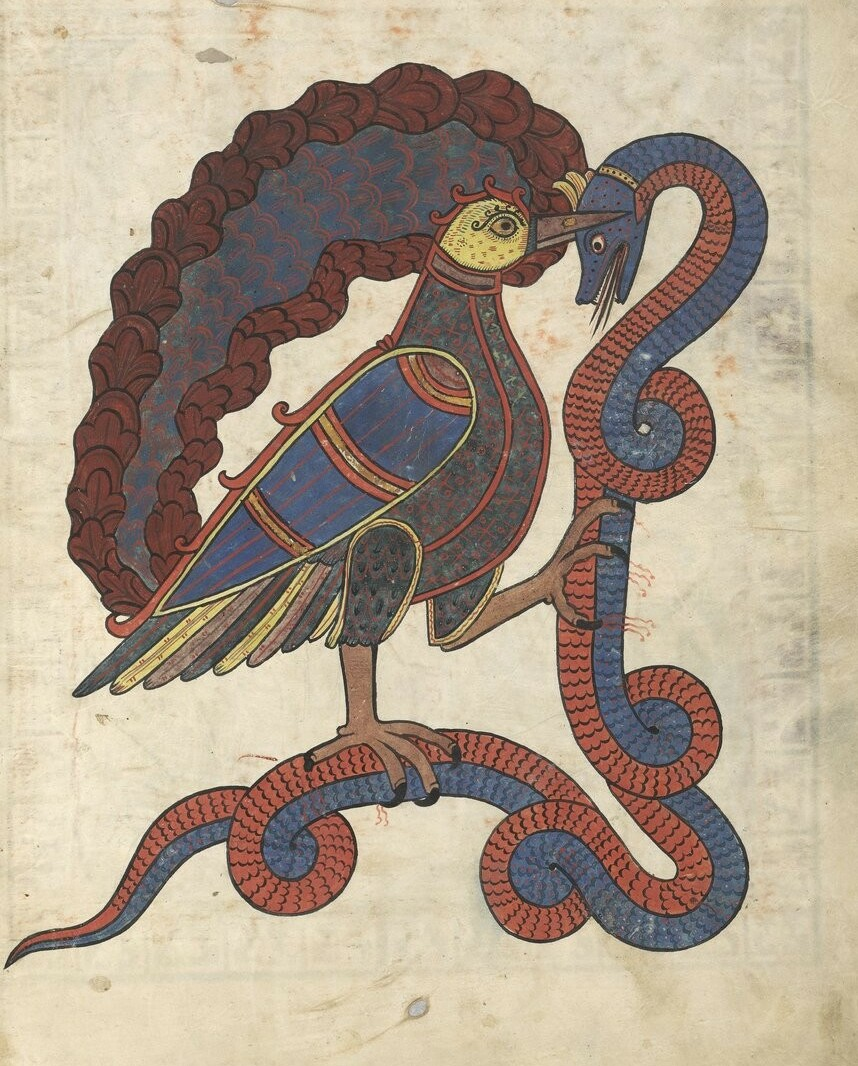
L'Uccello vittorioso sul Serpente. F° 13.
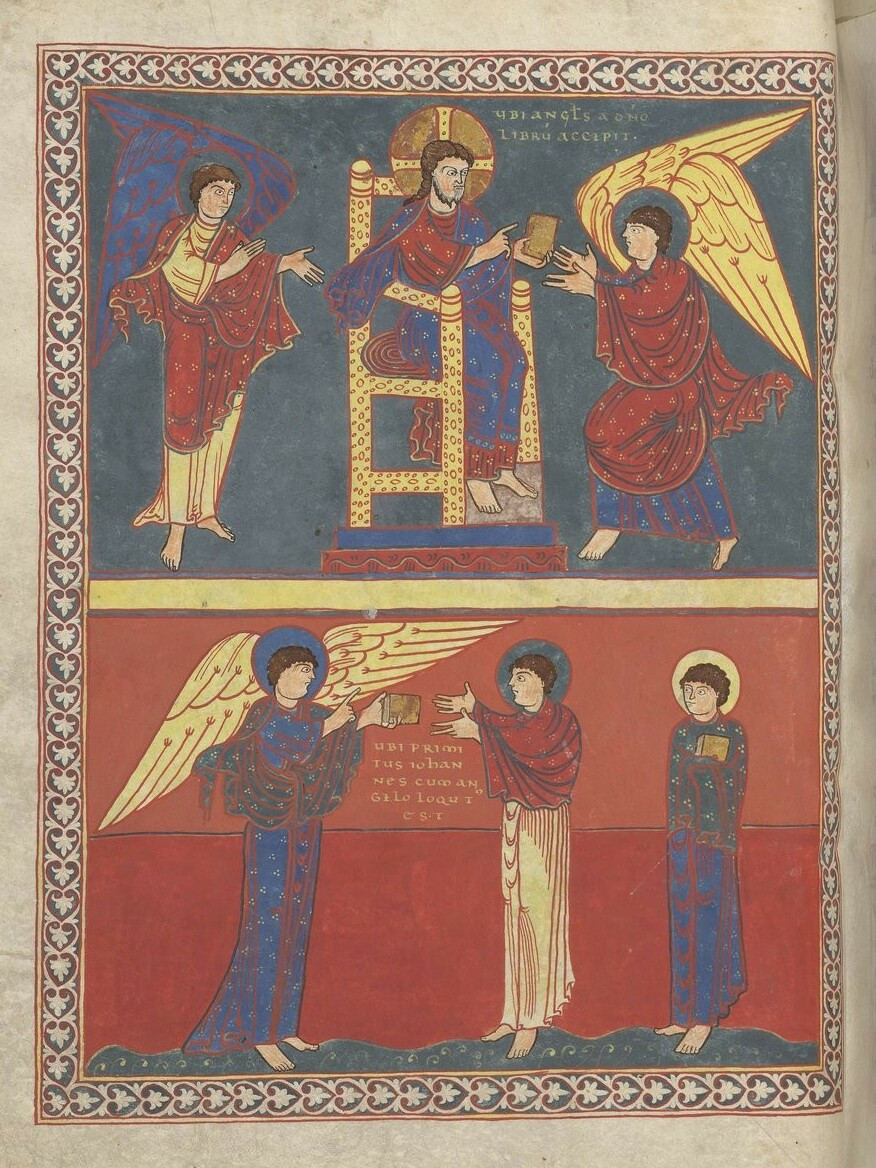
L'Angelo consegna il Libro a Giovanni. F° 26v.
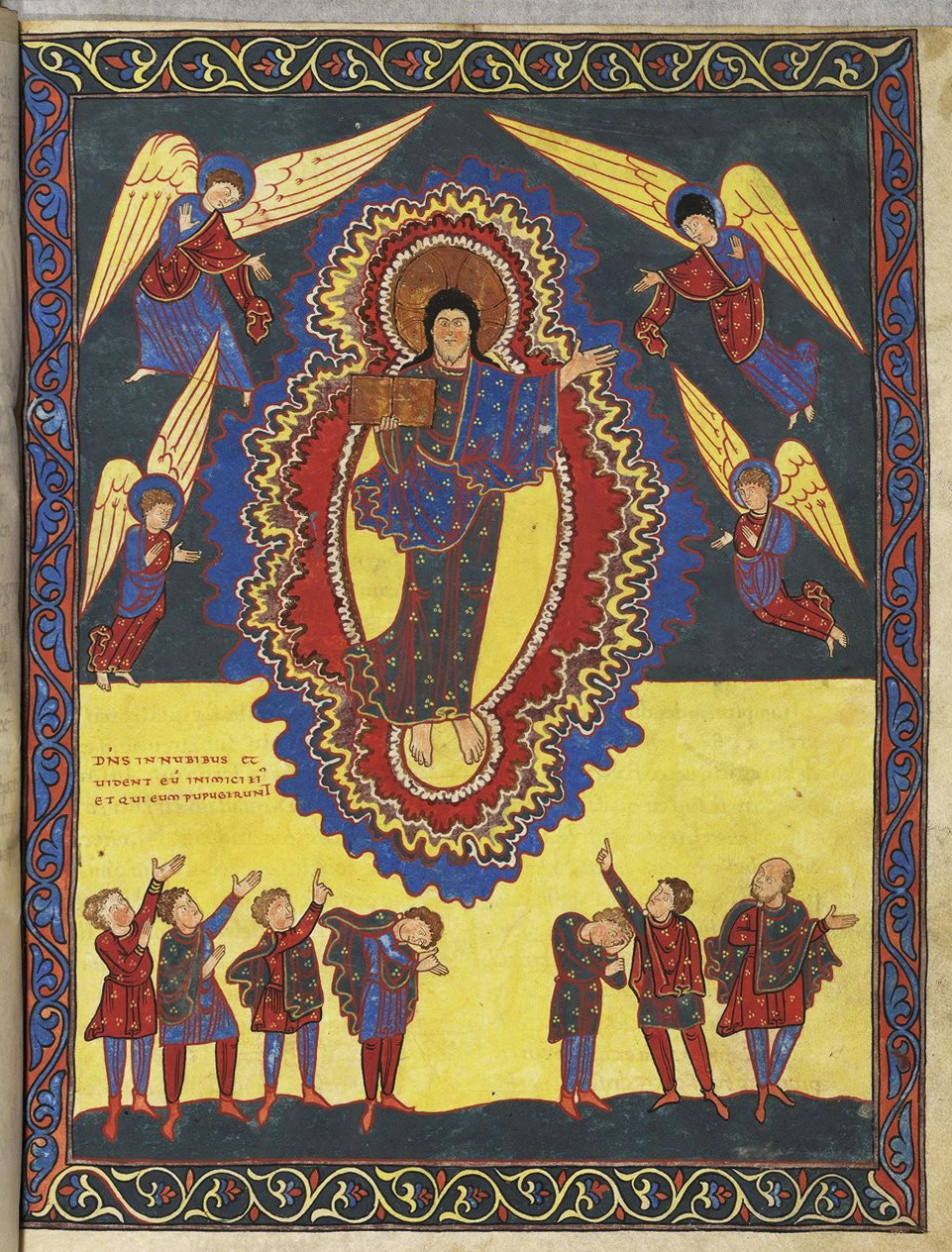
Cristo tra le nuvole. F° 29.
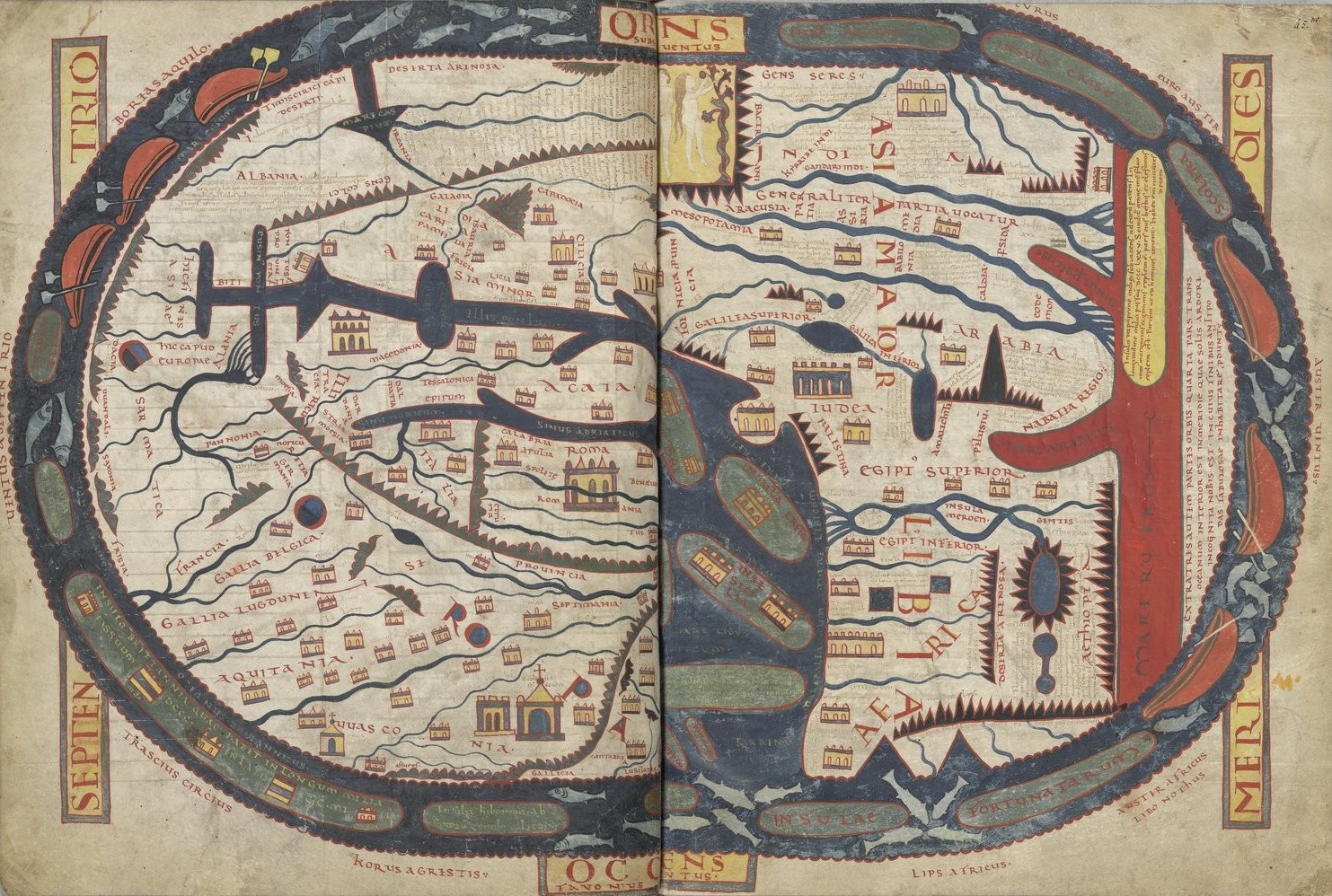
«Mappa mundi». F° 45bisv-45ter.
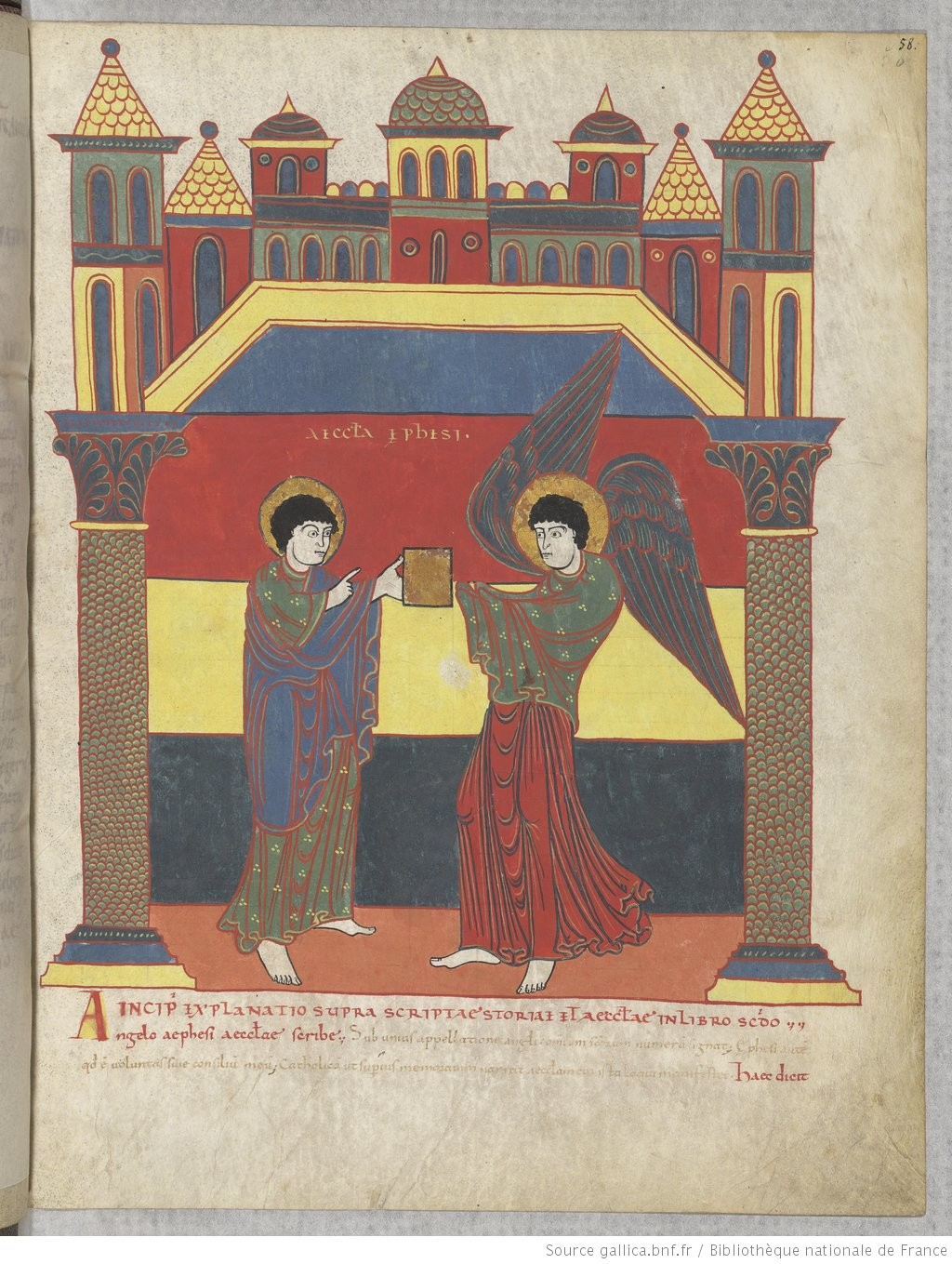
La Chiesa di Efeso. F° 58.
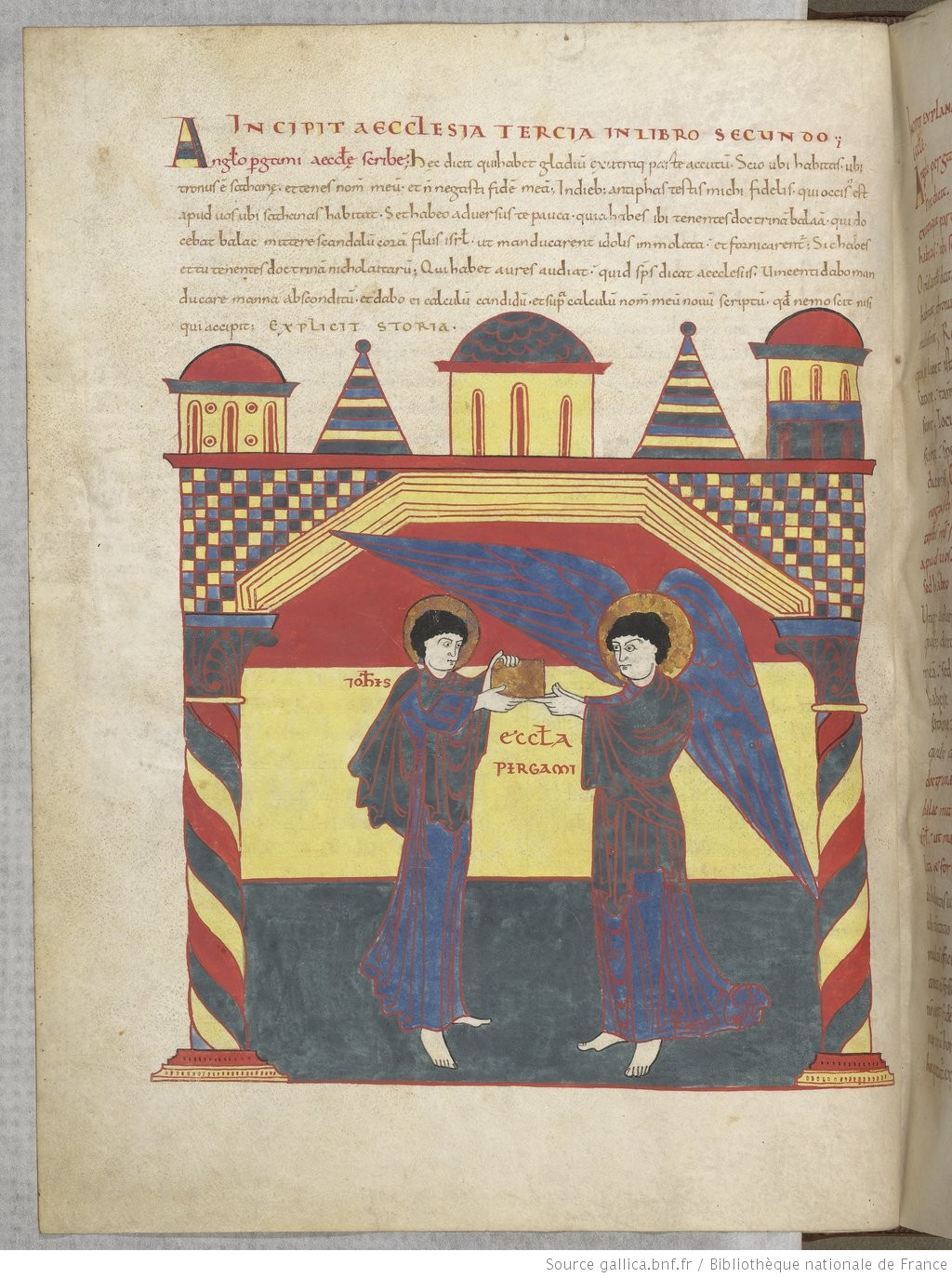
La Chiesa di Pergamo. F° 65v.
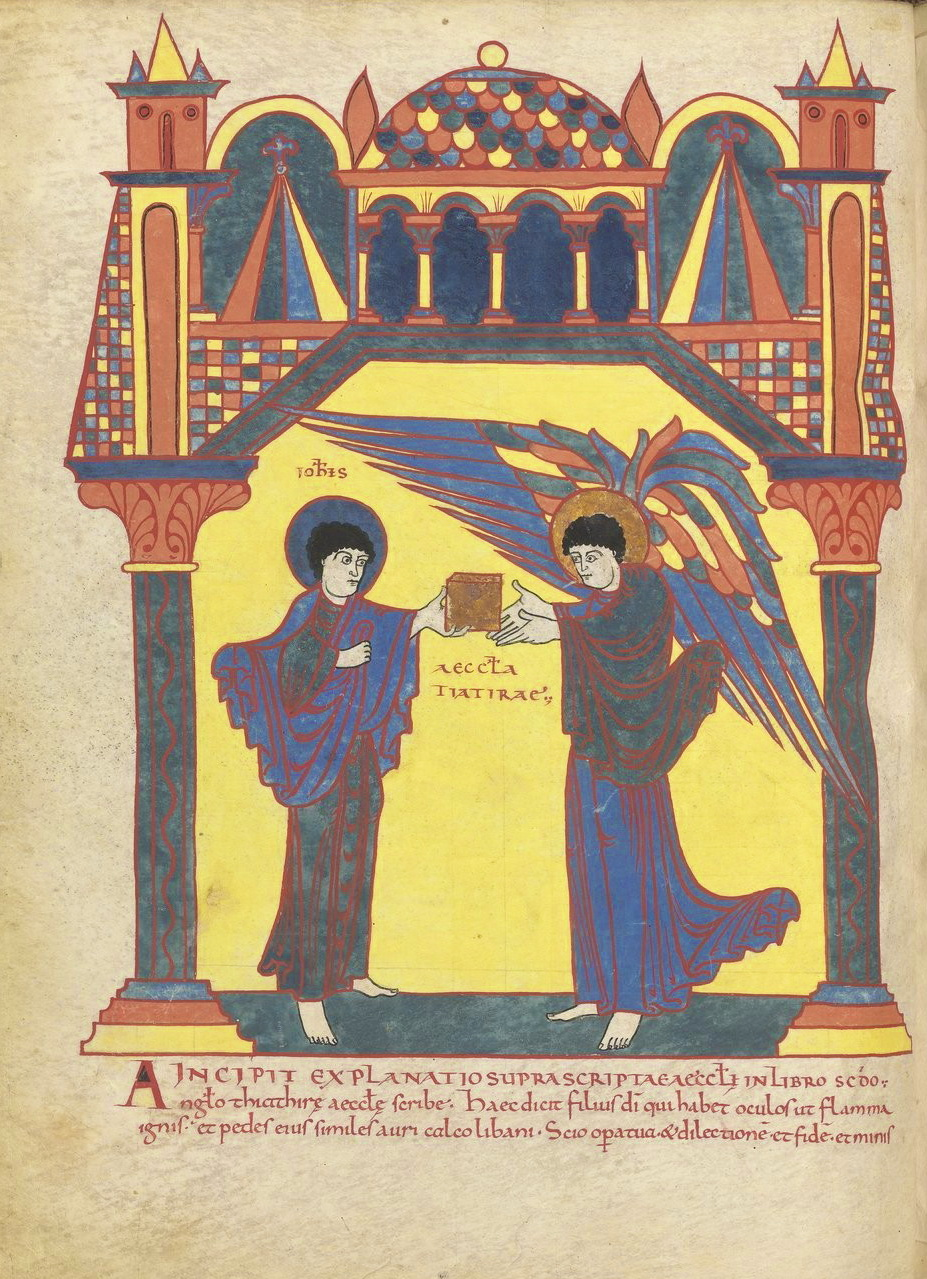
La Chiesa di Tiatira. F° 69v.
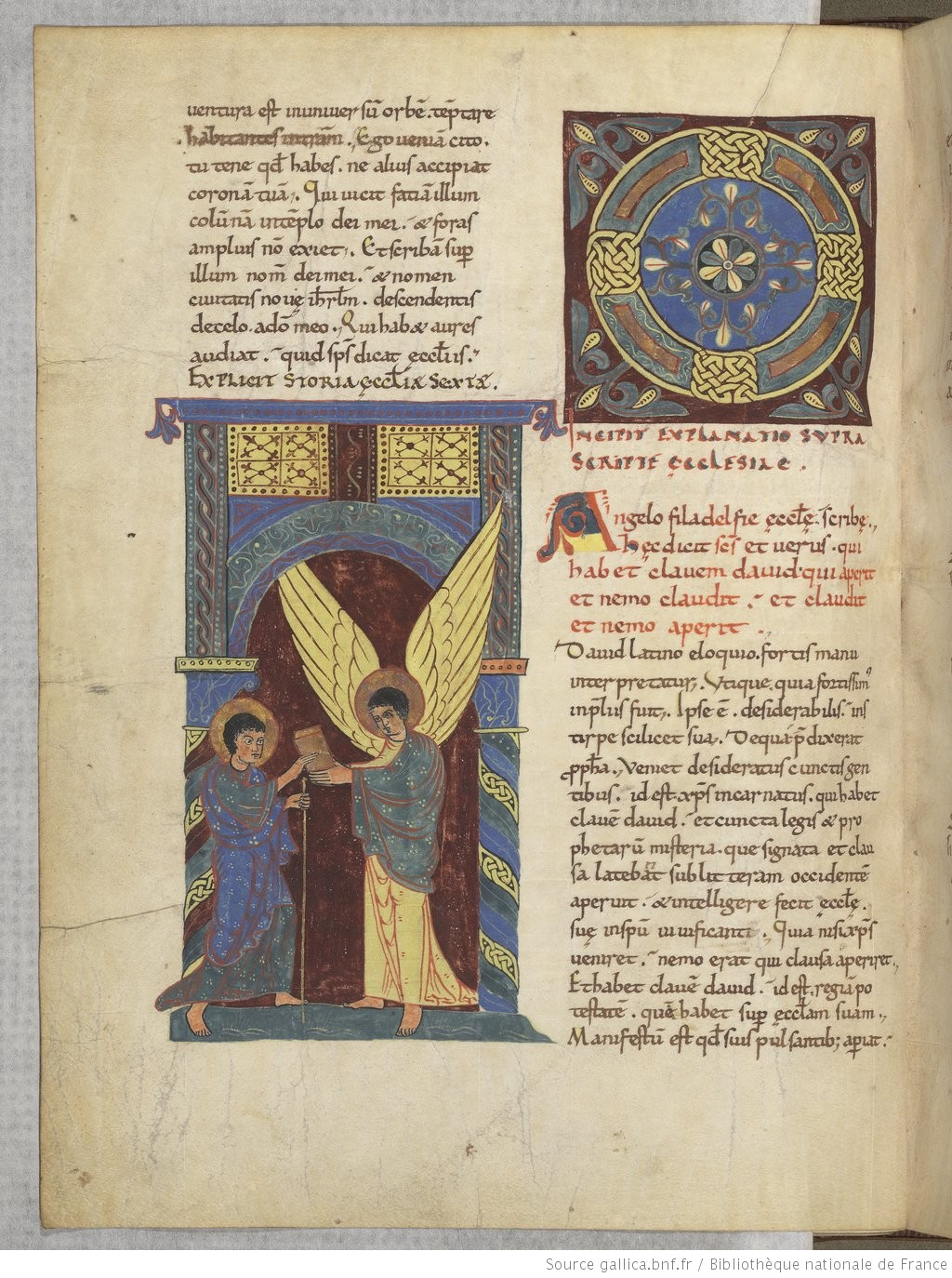
La Chiesa di Filadelfia. F° 77v.
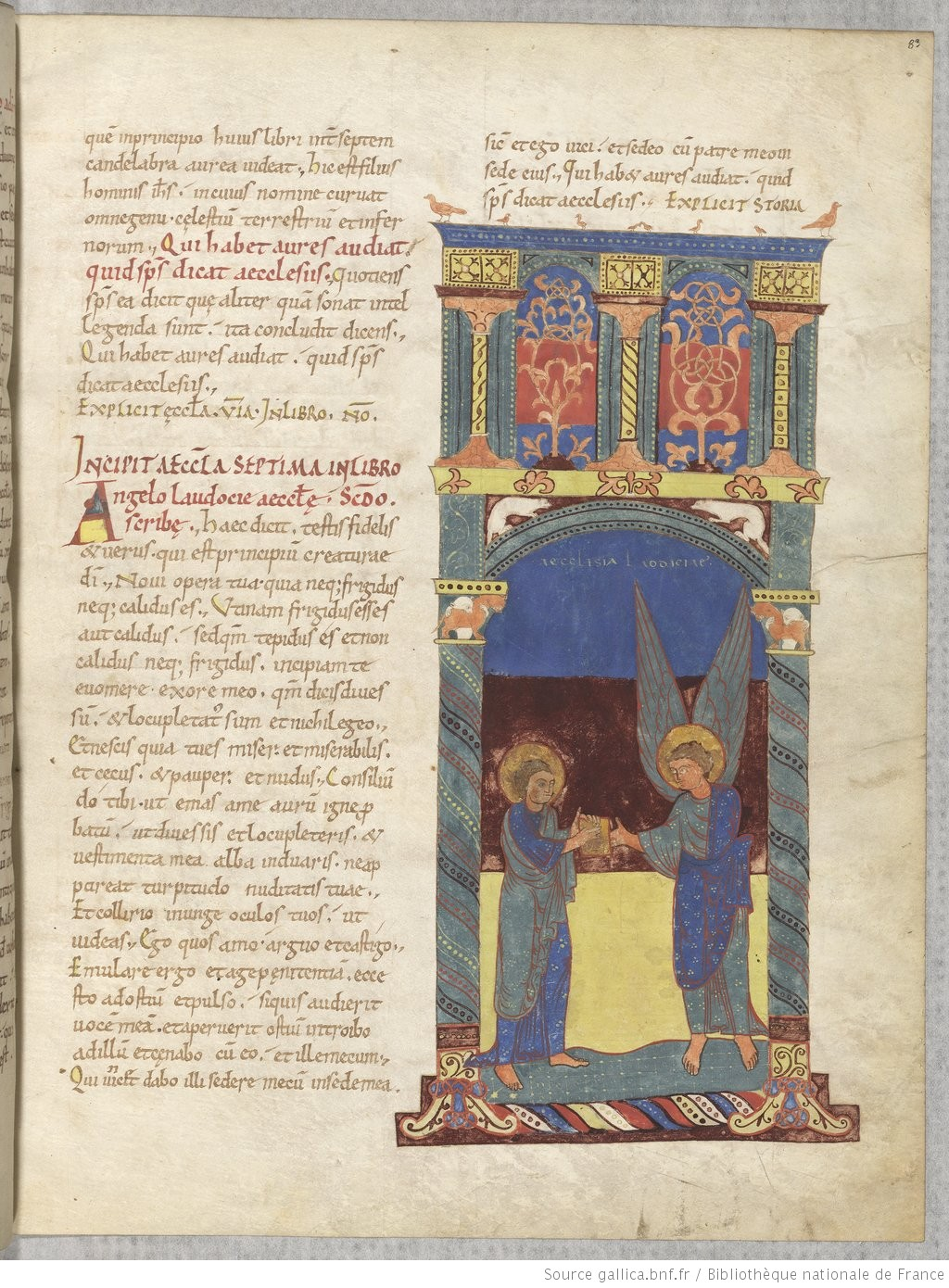
La Chiesa di Laodicea. F° 83.
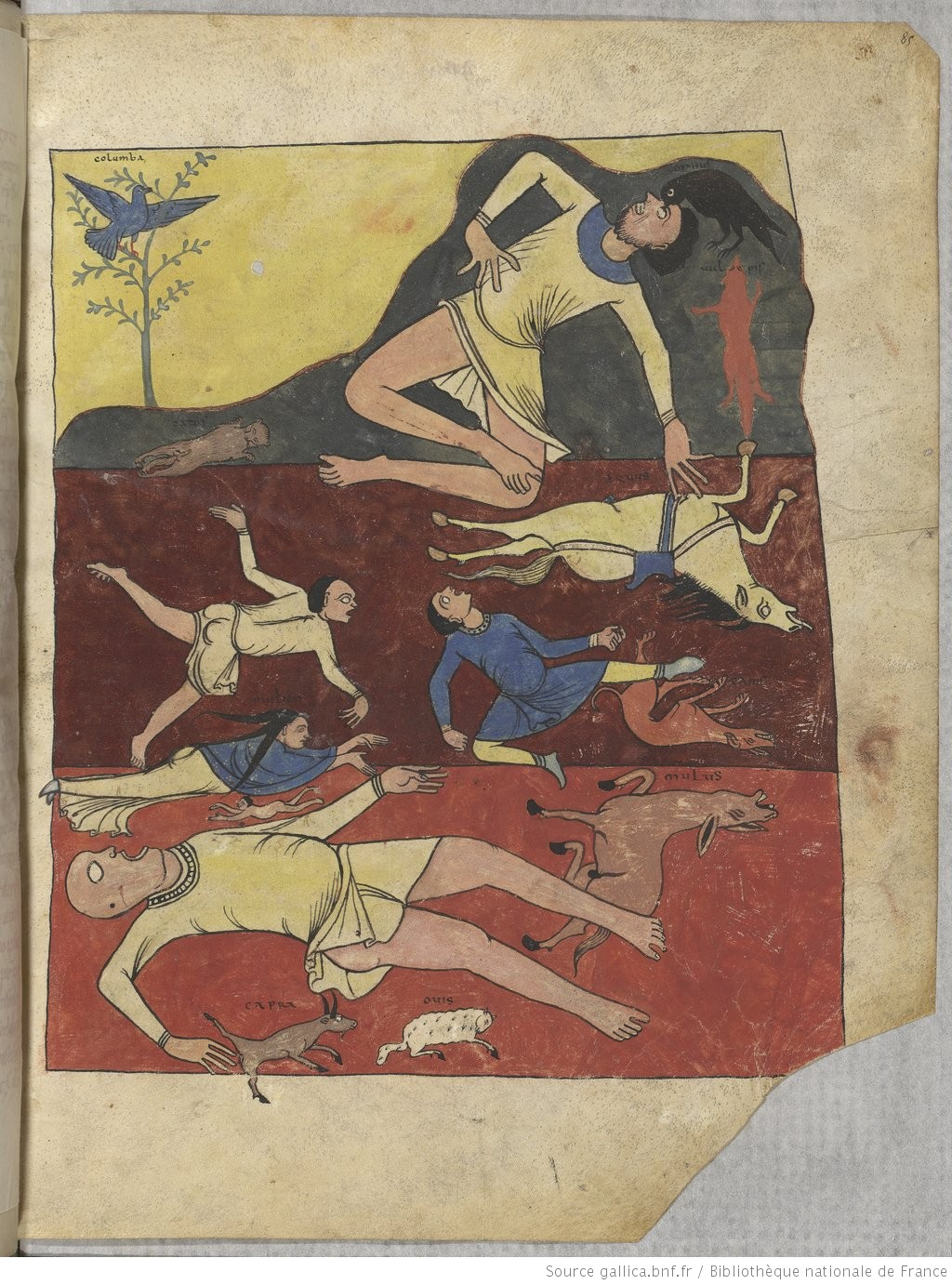
Il diluvio. F° 85.
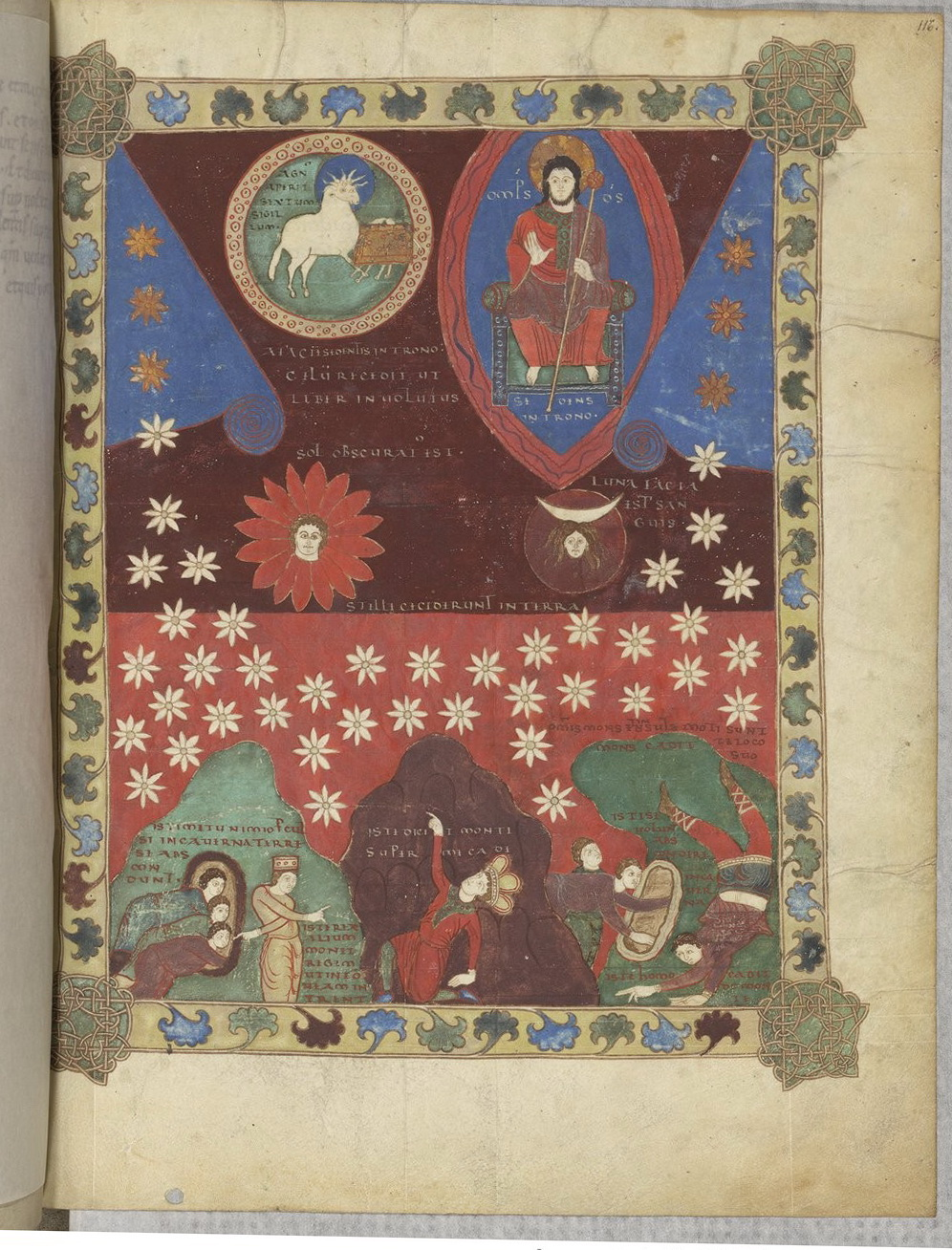
Il sesto sigillo. F° 116.
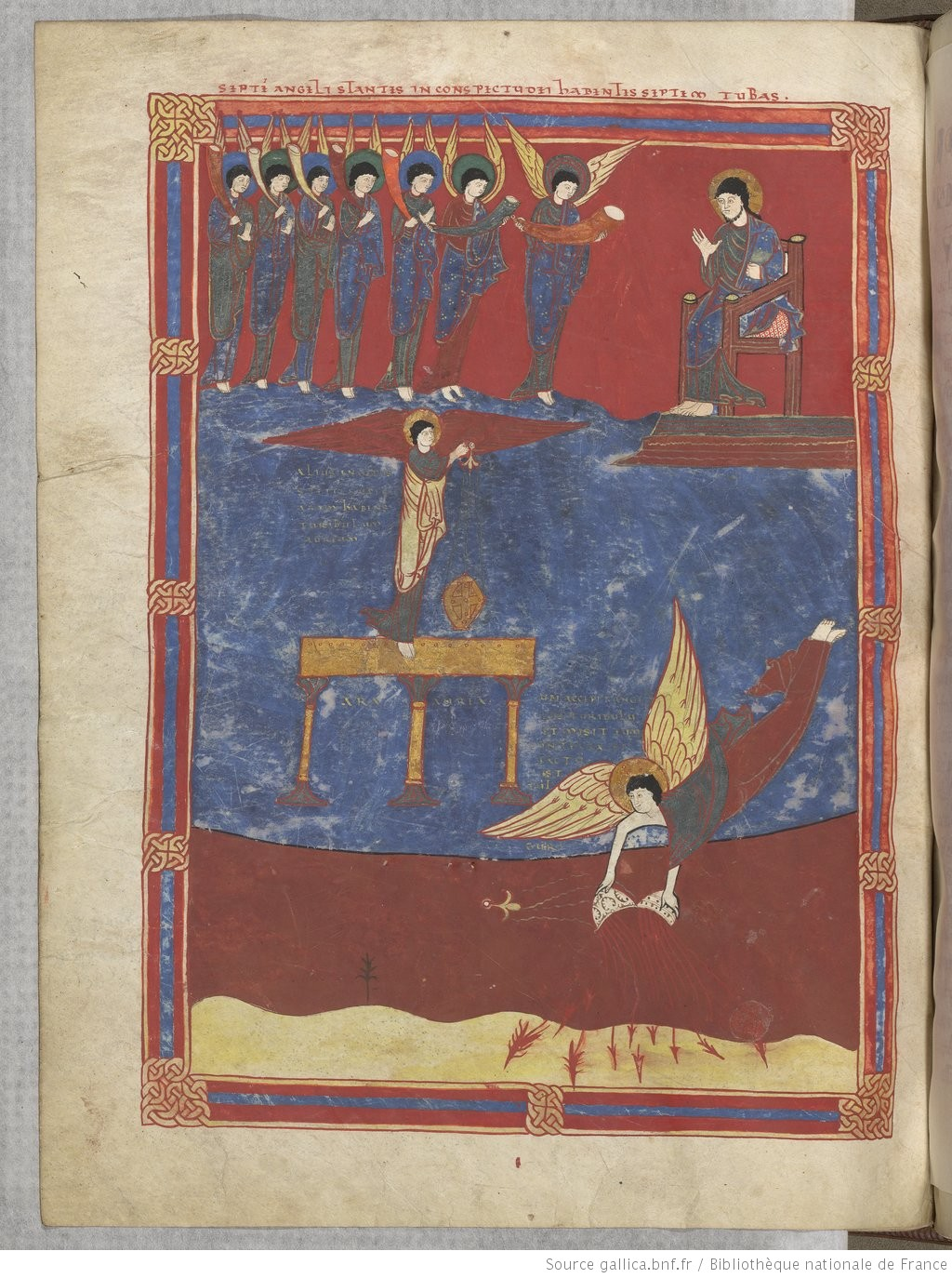
Le sette trombe. F° 135v.
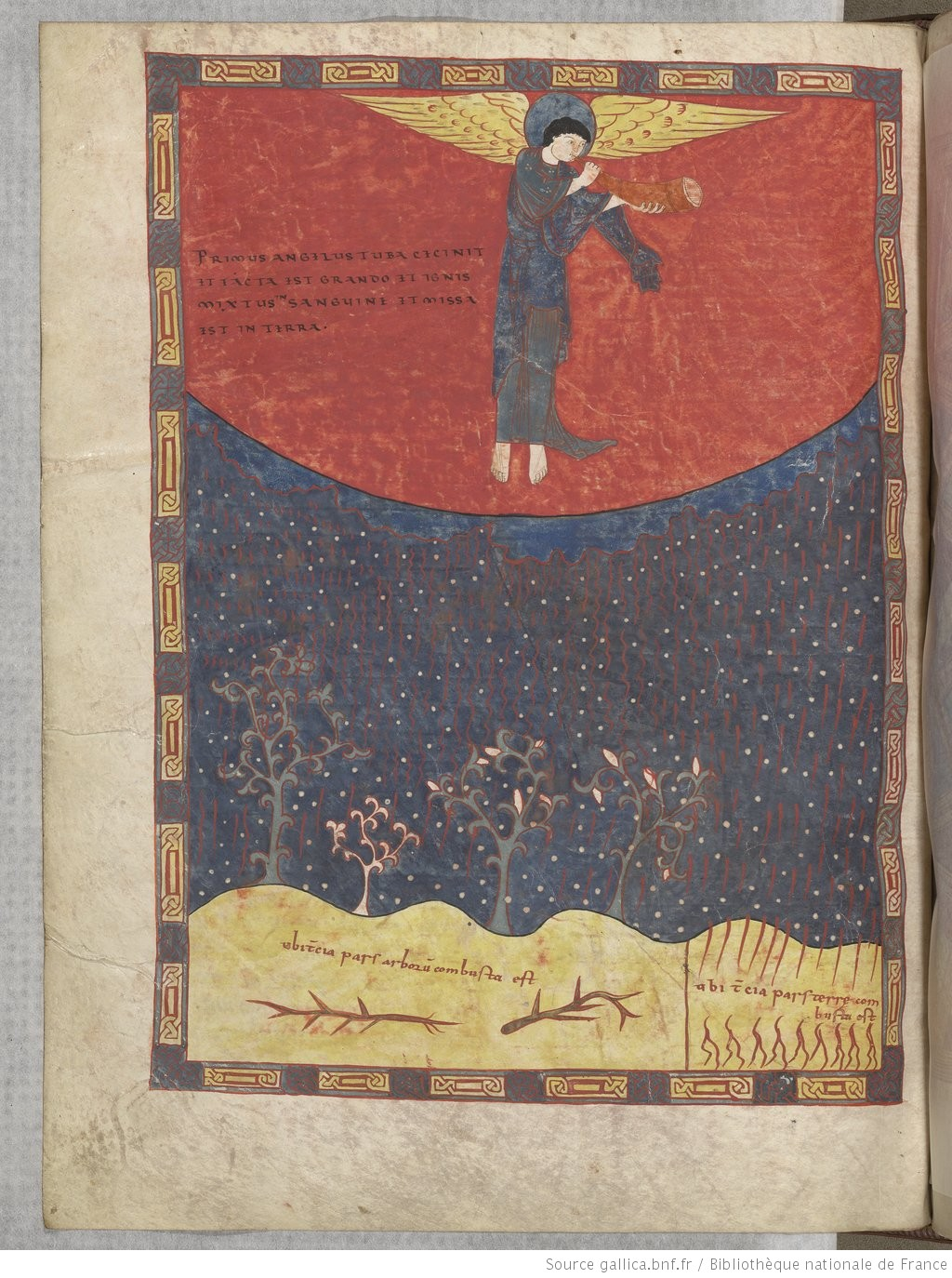
La pioggia di fuoco e di sangue. F° 137v.
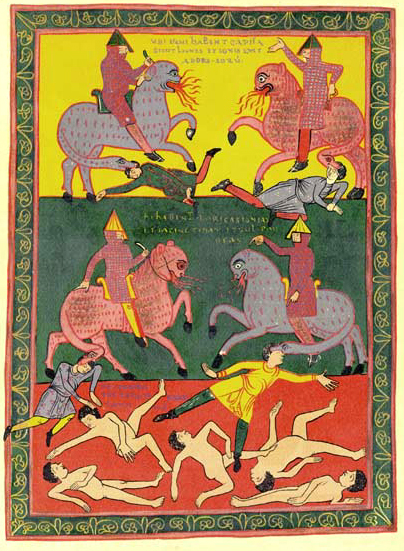
I cavalli dalla testa di leone. F° 148v.
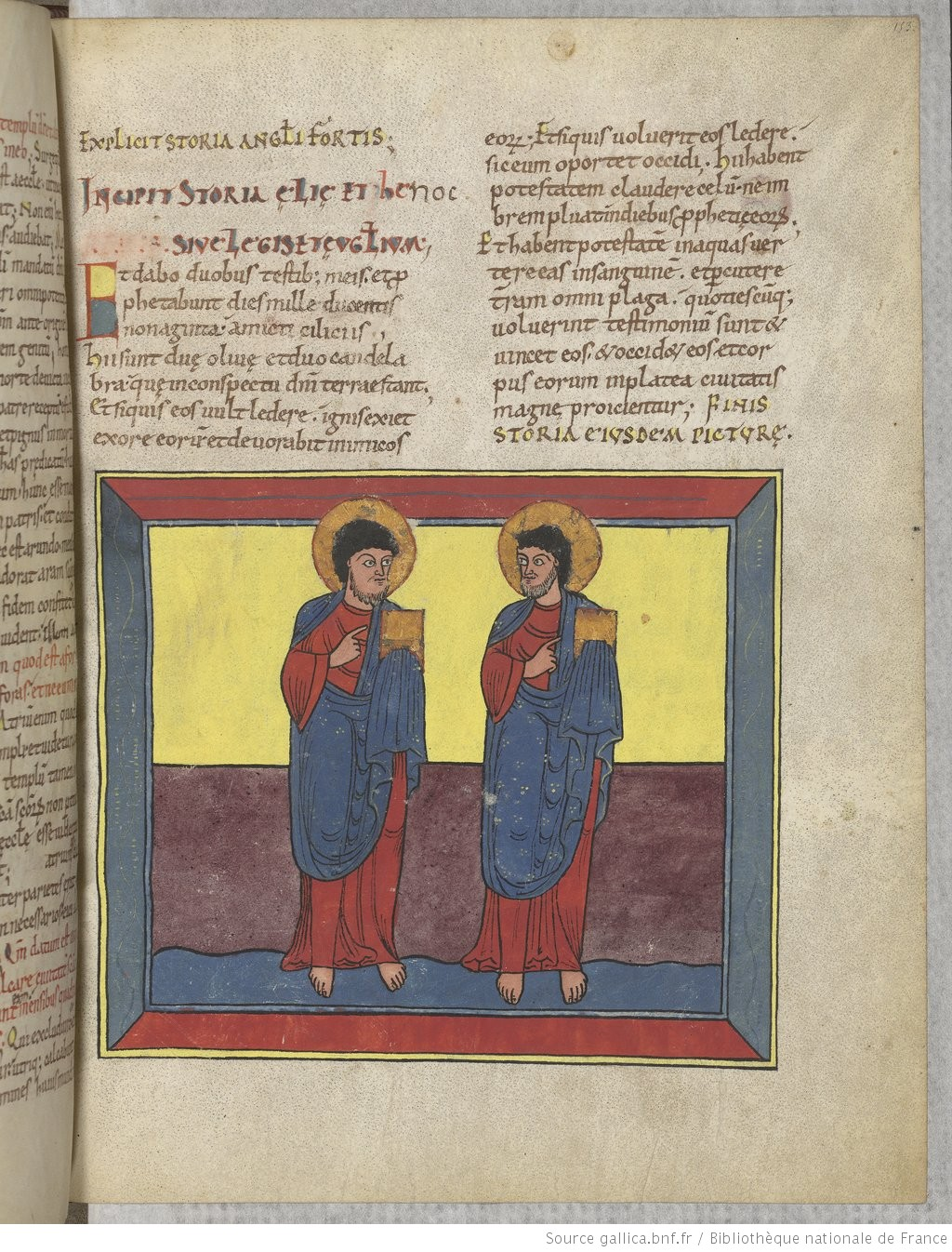
Due testimoni. F° 153.
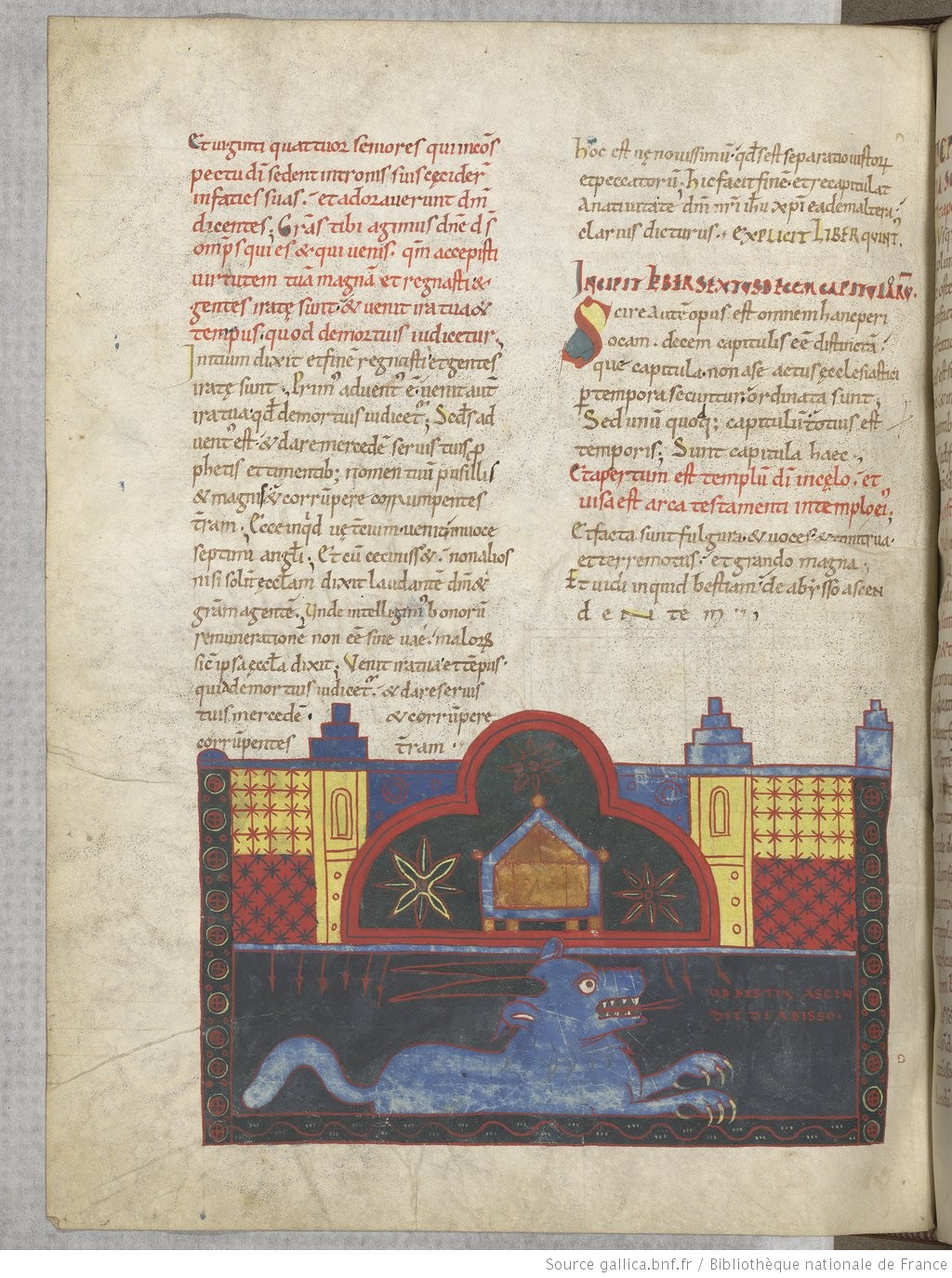
La Bestia. F° 157v.
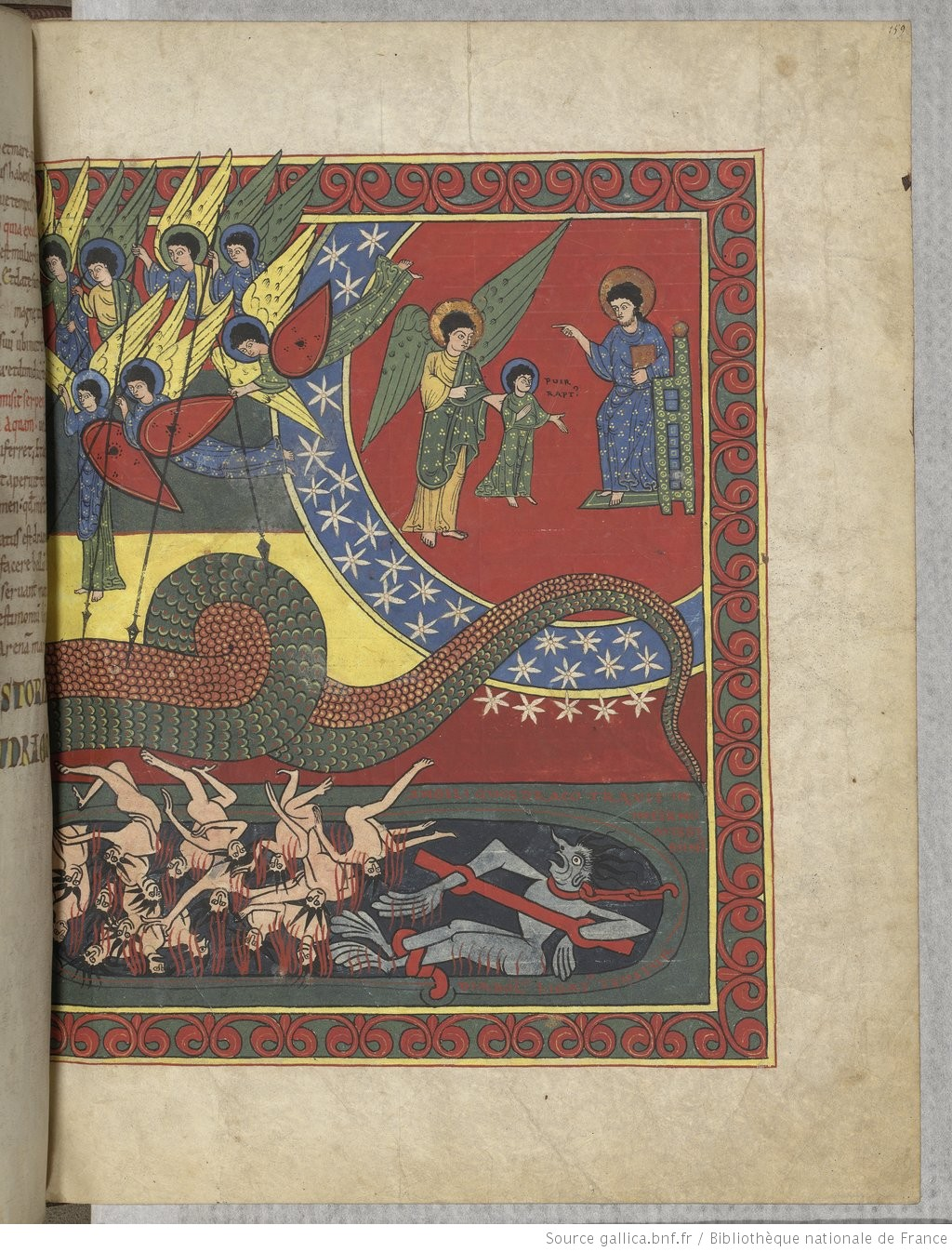
Il figlio prescelto da Dio per salvare il mondo dall'inferno. F° 159.
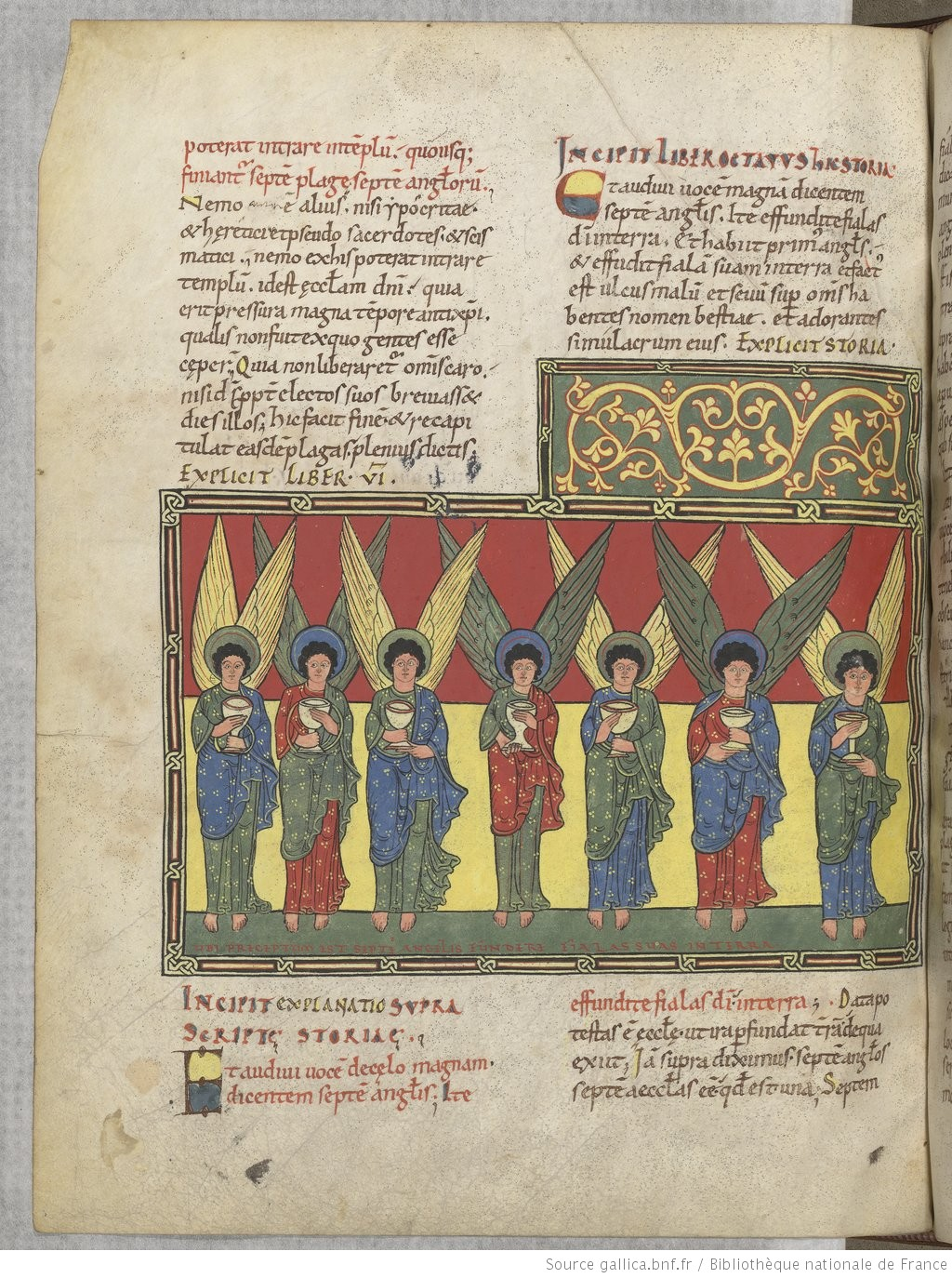
Le sette coppe. F° 179v.
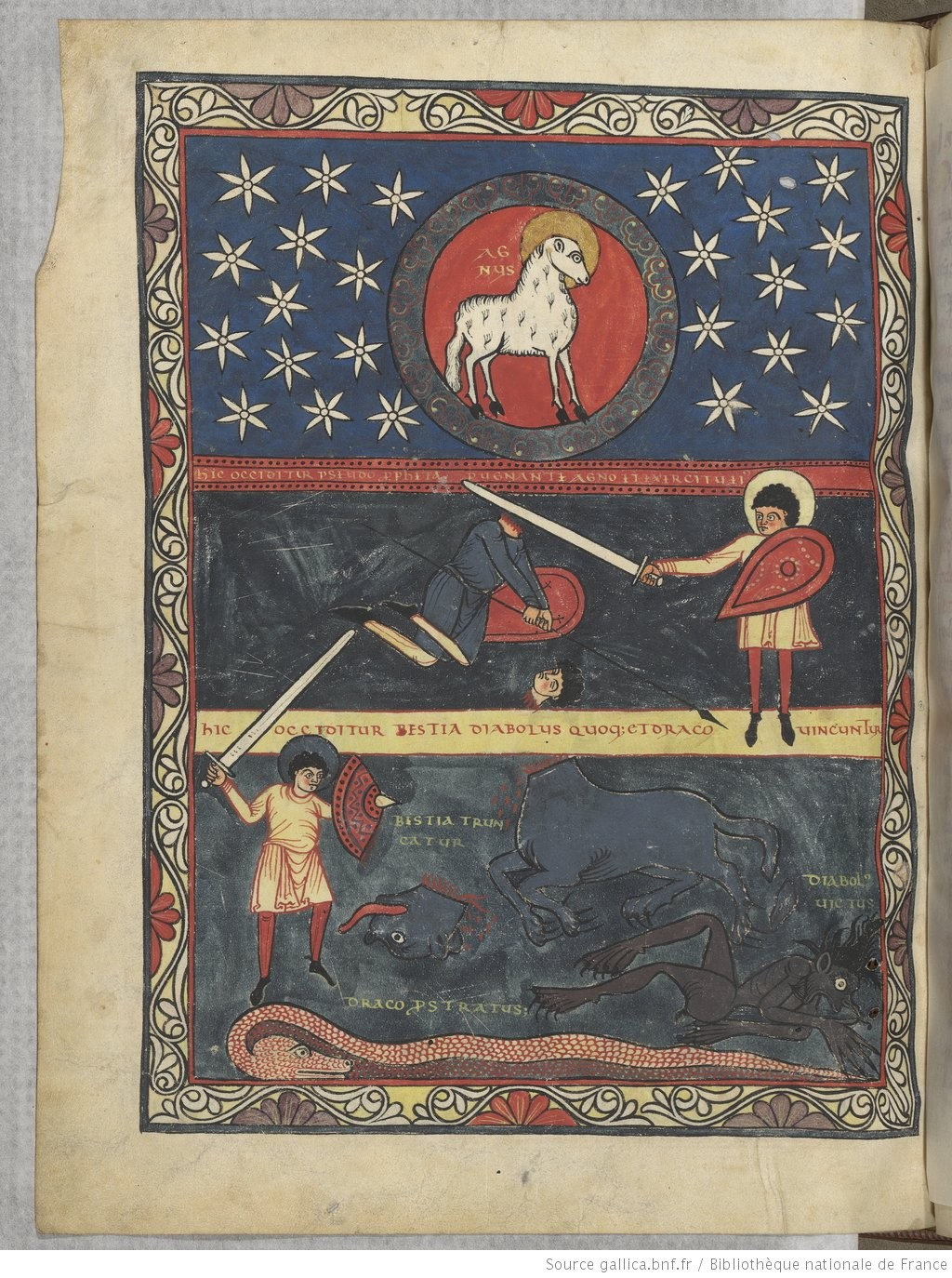
La vittoria dell'Agnello. F° 193v.
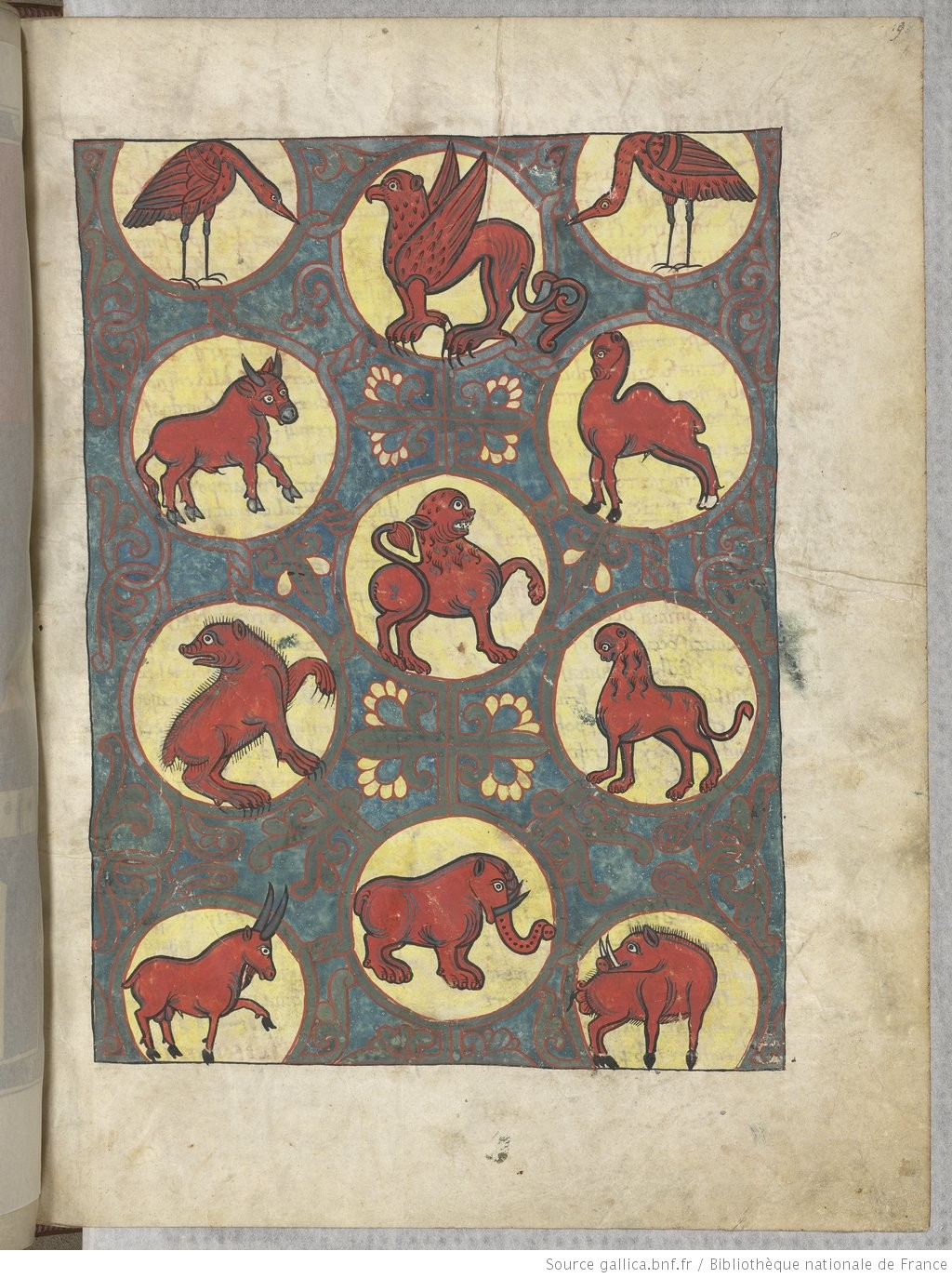
Pagina tappeto. F° 198.
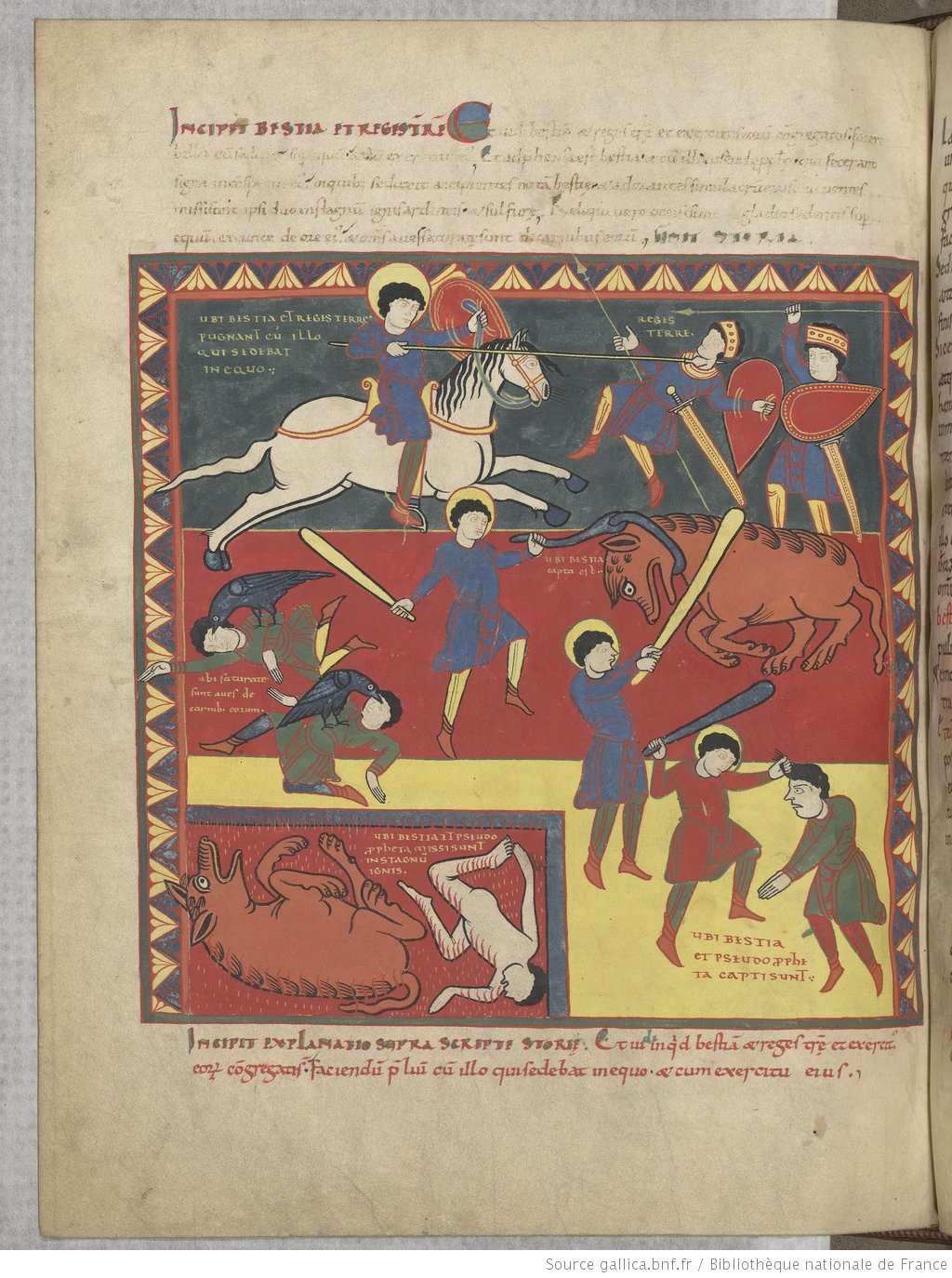
La battaglia contro la Bestia. F° 201v.
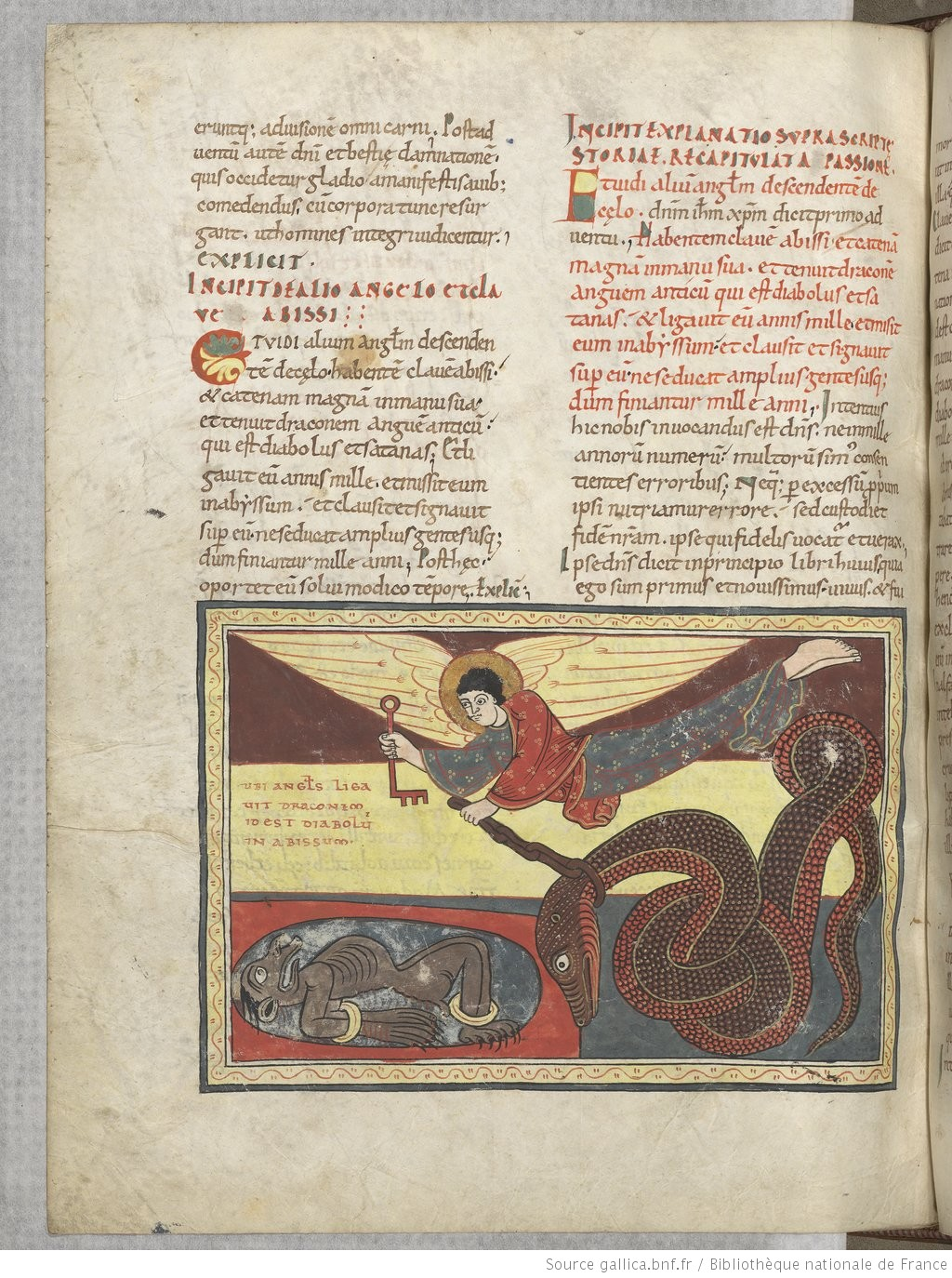
L'Angelo rinchiude il Drago nell'abisso. F° 202v.